# Planetes
Planetes (プラネテス Puranetesu?) es un manga japonés de drama y romance escrito e ilustrado por Makoto Yukimura, y compuesto por cuatro tomos, del que también se ha realizado una serie de anime con el mismo título. Dirigida por Goro Taniguchi y producida por el estudio Sunrise, consta de un total de 26 episodios. Fue estrenada el 4 de octubre de 2003. En cada episodio aparece una escena donde se traduce el nombre a varios idiomas, incluido el español que es traducido como “Pueblo errante”. La historia muestra las relaciones personales y aventuras de un grupo de astronautas.

## Argumento
La historia se ambienta en el año 2075 y trata sobre un grupo de astronautas empleados en la estación espacial Tecnora, en la sección de desechos, más conocida como “la semi” (ya que es un grupo con recorte de presupuesto y sólo cuenta con la mitad del personal) cuyo deber es recoger la basura espacial que interfiere en las actividades aeronáuticas de la Tierra.
A raíz del accidente sufrido por la nave de pasajeros Alnail-8, en el año 2068, el problema de la basura espacial cobró gran importancia y protagonismo; satélites artificiales de usar y tirar, tanques abandonados por las lanzaderas, residuos derivados de la construcción de estaciones espaciales. Todos estos desechos orbitan alrededor de la Tierra a velocidades que rondan los 8 km/s. El impacto de uno de estos objetos con una nave espacial podría provocar un grave accidente, y para evitar que una nueva tragedia se repitiera, se estimó necesario para la carrera espacial mantener bajo control su recogida.
En el futuro que plantea la serie, el ser humano ha colonizado la Luna y ha llegado hasta Marte en el año 2058, a causa de esto existe una organización terrorista llamada “Frente de defensa espacial” que se opone a que el ser humano colonice y contamine otros planetas, y se encuentran varias veces con los protagonistas a lo largo de la serie.

## Temática

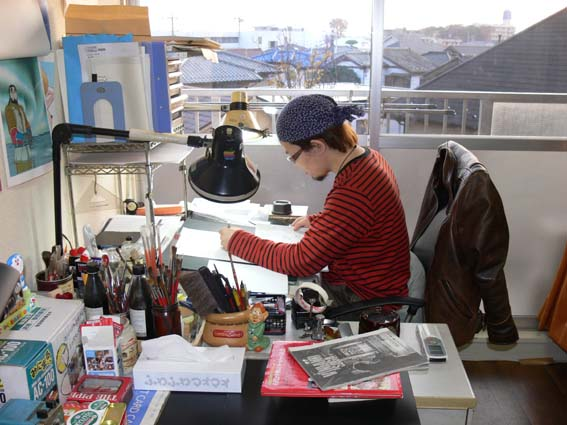
El mangaka Makoto Yukimura trabajando en su estudio.

La historia toma lugar en un futuro cercano, especialmente en los viajes y la vida en el espacio; un lugar donde las naves espaciales no hacen ruido por el vacío del espacio, donde los astronautas sufren enfermedades como envenenamiento por radiación, cáncer, debilitamiento de huesos y trastornos por el aislamiento en el espacio. En la serie también se puede notar una especie de homenaje o ilustración de diversas fases en la historia de los vuelos espaciales; se nota cuando se aparecen importantes puntos de la historia como el lanzamiento del cohete V-2, el Sputnik 1, la perra astronauta Laika y el Apollo 11.
Durante la producción, la Agencia Espacial Japonesa (JAXA) sirvió como consultora técnica de la serie, donde se pueden apreciar entrevistas en las versiones DVD del anime. En esta serie se tratan temas filosóficos, sociológicos y de naturaleza política, siendo frecuentemente relacionados con el espacio, la humanidad en general y el individuo.

## Personajes

### Principales
Hachirota Hoshino (星野 八郎太 Hoshino Hachirōta?)
 Seiyū: Kazunari Tanaka
Se le conoce por el mote de Hachimaki o cinta para el pelo, ya que él siempre lleva una en sus misiones espaciales, y que le hace situarse en la realidad y le ayuda a concentrarse), es uno de los coprotagonistas. Lleva en el trabajo de recogedor de basura 4 años, junto con sus compañeros Fee Carmichael y Yuri Mihairokoh, pero él siempre ha soñado con tener su propia nave espacial. Pronto se dará cuenta de que no todo es posible y que las cosas las consigue el que puede. Ya bien entrada la historia, Hachimaki se sentirá muy unido a la nave que le llevará a Júpiter, la Wernher Von Braun, a la que llama “mi nave”. Se expresa fatal en los asuntos sentimentales, pero Tanabe le entiende perfectamente.
Ai Tanabe (田名部 愛 Tanabe Ai?)
 Seiyū: Satsuki Yukino
Es una muchacha que se une a la Debris Section (la sección de desechos). Inicialmente tendrá una relación de antipatía con Hachimaki, con el que no está de acuerdo en nada, pero al final sucederá todo lo contrario, cuando Hachimaki se da cuenta de que cada uno tiene un gran afecto por el otro. En un principio es reservada, cautelosa, tímida, pero acabará siendo muy decidida a llevar a cabo lo que se propone, recurriendo a su idea de que el amor lo arregla todo, que sin amor nadie podría existir, y de que nadie quiere vivir ni morir solo. Al final de la historia, al ser atacada la nave Von Braun por unos terroristas, llamados “Frente de Defensa del Espacio”, Tanabe sufre una hipoxia por falta de aire en su traje y sus funciones motrices se ven muy afectadas, pero acabará recuperándose. Jugando a un juego de palabras con Hachimaki, a éste le toca una palabra que empieza por “cas-”, a la que responde “casémonos”.
Fee Carmichael (フィー·カーマイケル Fī Kāmaikeru?)
 Seiyū: Ai Orikasa
Es la capitana de la DS-12 Toy Box, la nave de la semi. Nació en Richmond, Virginia. Es una mujer muy protectora de los integrantes de su grupo. En la oficina siempre está fumando en una cabina. Es muy calculadora, inteligente, pero con un defecto, es una fumadora irremediable, tanto que recurrirá a un accidente, aprovechando que combatió contra una nave de los terroristas, para volver a echarse un cigarrillo después de 4 días de intentos fallidos de hacerlo. En las naves espaciales hay muy poco sitio para gente fumadora, cosa que le saca de quicio.
Yuri Mihairokov (ユーリ·ミハイロコフ Yūri Mihairokofu?)
 Seiyū: Takehito Koyasu
Yuri Mihalkov es un astronauta ruso que encierra tras un muro de piedra su pasado y sus sentimientos. Se hizo recuperador de desechos únicamente para recuperar la brújula de su mujer, fallecida en el accidente de la Alnail-8. Cuando por fin lo encuentra, y con la ayuda del hermano pequeño de Hachimaki y tras 6 años de búsqueda, reflexiona seriamente sobre su dimisión, ya que su misión está cumplida. Finalmente se quedará en el grupo porque piensa que ya no está atado a su pasado y puede decidir su vida, cegada por el dolor de la muerte de su esposa. Es el encargado del cuidado y mantenimiento de los animales que se sitúan en la “seven” (ISPV 7), la estación espacial desde donde comienzan sus misiones de recuperadores.

### Secundarios
Arvind Lavie (アルヴィンド・ラビィ?)
Voz por: Tetsuo Gotō
Es el asistente del director Myers, es el segundo al mando de la sección de recolección de basura. Es un padre divorciado con 7 hijos que mantiene, es un hombre bondadoso, ocasionalmente oportunista y un comediante con habilidades de malabarismo y flexibilidad.
Philippe Myers (フィリップ・マイヤーズ?)
Voz por: Aikou Ogata
Es el hombre al mando de la sección de basura de Technora. Es un hombre con sobrepeso parecido a un salaryman pero en el fondo tiene un coraje heroico; usa además una peluca rubia o de color rojizo.
Edelgard Rivera (エーデルガルド・リヴェラ?)
Voz por: Maiko Itō
Una empleada temporal de la sección de basura, hace labores de secretaria y otros deberes menores; usa este y otros empleos temporales para costearse sus estudios. Su exterior sugiere que es una empleada modelo y profesional pero su pasado cargado de abusos de un conocido le hace ocultarlo del resto.
Claire Rondo (クレア・ロンド?)
Voz por: Kumiko Watanabe
Una mujer miembro de la sección de control de Technora, una especie de centro de control del tráfico espacial y control de las misiones espaciales de la empresa. Fue criada en Estados Unidos pero proviene de un país sudamericano de bajos recursos.
Kho Cheng-Shin (?)
Voz por: Nobuyuki Hiyama
Un piloto comercial de la estación espacial ISPV 7, ha sido amigo de Claire y Hachimaki desde que llegaron juntos a trabajar a la estación. Es un buen amigo de Hachimaki que le da consejos y apoyo, intenta relacionarse más con Tanabe.
Goro Hoshino (星野 五郎?)
Voz por: Shōzō Iizuka
Es el ingeniero principal de la nave de exploración espacial Von Braun y padre de Hackimaki. Es un genio excéntrico que fue pionero de la exploración espacial en Marte, su relación con Hackimaki es un poco problemática.
Werner Locksmith (ウェルナー・ロックスミス?)
Voz por: Unshō Ishizuka 
El CEO de la misión espacial a Júpiter y diseñador de la nave de exploración Von Braun. Tiene un aspecto frío y sin sentimientos que no muestra simpatía hacia casi nada.
Hakim Ashmead (ハキム・アシュミード?)
Voz por: Ryūzaburō Ōtomo
Fue un miembro de la Agencia de Seguridad Orbital antes de dejar su puesto para entrar a la selección de candidatos del viaje a Júpiter. Amigo de Hachimaki dado que fueron entrenados por Gidalt.
Nono (?)
Voz por: Satomi Koorogi
Una niña de 12 años de edad con el cuerpo de una adolescente desarrollada por efectos de la gravedad lunar, es uno de los pocos humanos nacidos en la Luna, pasa la mayor parte de su vida en un hospital como sujeto de examen, sueña con viajar a la Tierra.

## Media

### Manga
Es un manga scrito e ilustrado por Makoto Yukimura, los 26 capítulos aparecieron en la revista Weekly Morning de la editorial Kodansha desde enero de 1999 hasta enero de 2004. La editorial recopiló los capítulos en 4 tomos en formato tankōbon, fueron publicados desde enero de 2001 hasta febrero de 2004.

#### Lista de volúmenes
| 1 | «Volumen 1» | 23 de enero de 2001   | ISBN 978-4-06-328735-6 |
| Contenido: - 01. Un cielo estrellado (屑星の空 Kuzu Hoshi no Sora?) - 02. Una chica de más allá de la Tierra (地球外少女 Chikyū-gai Shōjo?) - 03. Un cigarrillo bajo las estrellas (ささやかなる一服を星あかりのもとで Sasayakanaru Ippuku o Hoshiakari no Moto de?) - 04. Escenario para un cohete (ロケットのある風景 Roketto no aru Fūkei?) - 05. Ignición (点火 Tenka?) |             |                       |                        |
| 2 | «Volumen 2» | 23 de octubre de 2001 | ISBN 978-4-06-328778-3 |
| Contenido: - 06. Hombre corriendo (走る男 Hashiru Otoko?) - 07. Tanabe (タナベ Tanabe?) - Extra: Una vida feliz, desde cierto punto (或いはそれこそが幸せの日々 Aruiwa sore koso ga shiawasenahibi?) - 08. Una flor negra llamada Sakinohaka, parte 1 (サキノハカという黒い華 (前編) Sakinohaka to iu Kuroi Hana (Zenpen)?) - 09. Una flor negra llamada Sakinohaka, parte 2 (サキノハカという黒い華 (後編) Sakinohaka to iu Kuroi Hana (Kōhen)?) - 10. Almas perdidas (惑う人達 Madou Hitotachi?) - 11. СПАСИБО                                                                                        |             |                       |                        |
| 3 | «Volumen 3» | 24 de enero de 2003   | ISBN 978-4-06-328863-6 |
| Contenido: - 12. Un gato en la tarde (夜の猫 Yoru no Neko?) - 13. Villa del viento (風車の町 Kazaguruma no Machi?) - 14. Chico y chica (おとこのコとおんなのコ Otoko no ko to Onna no ko?) - 15. Un día de Kyakurai (却来の日 Kyakurai no Hi?) - 16. Hachimaki (ハチマキ Hachimaki?) - Extra: Estrella roja/bola blanca (赤い星、白いタマ Akai Hoshi, Shiroi Tama?) |             |                       |                        |
| 4 | «Volumen 4» | 23 de febrero de 2004 | ISBN 978-4-06-328937-4 |
| Contenido: Parte 1. - 17. Cómo hacer 100 amigos (友達100人できるかな Tomodachi 100-ri dekiru ka na?) - 18. Como Guskou Budori (グスコーブドリのように Gusukō Budori no Yō ni?) - 19. Días caninos (犬の日々 Inu no Hibi?) - 20. El mejor amigo del hombre/Mascotas (飼犬 Kaiinu?) - 21. Niñas y perros (少女と負け犬 Shōjo to Makeinu?) Parte 2. - 22. Un perro llorando (泣く犬 Naku inu?) - 23. Un perro corriendo (疾る犬 Haya ru Inu?) - 24. Un perro ladrando (咆える犬 Hoeru Inu?) - 25. 45 minutos a la velocidad de la luz (光の速さで45分 Hikarinohayasa de 45-bu?) - 26. Un mundo maravilloso |             |                       |                        |

### Anime
La adaptación de la historia a anime para televisión salió al aire con 26 episodios en el canal BS-2 de la cadena NHK, se transmitió desde el 4 de octubre de 2003 hasta febrero de 2004; la serie fue producida por los estudios Sunrise y fue dirigida por Gorō Taniguchi, el guion estuvo a cargo de Ichirō Ōkouchi. La música fue compuesta por Kōtarō Nakagawa; el tema de opening es Dive in the Sky interpretado por Mikio Sakai, para el tema de cierre la canción es Wonderful Life por Mikio Sakai. En octubre de 2024, Crunchyroll obtuvo la licencia de la serie fuera de Asia.

## Recepción
Tanto el manga como su adaptación al anime fueron aclamados por la crítica; en las reseñas de Anime News Network el manga "es sólido, una línea argumental definida y un buen desarrollo de los personajes". ANN ha definido a Planetes como el mejor anime de ciencia ficción de 2005; en el apartado de premios, el proyecto original y su adaptación recibieron el Seiun Award a la mejor serie de ficción, en 2002 y en 2005.
La reseña de la edición DVD del anime por Anime News Newtwork explica que "la serie inició enfocada más a los aspectos técnicos de la vida en el espacio, pero poco a poco empezamos a ver una trama más centrada en los personajes y sus relaciones". Agregan que "el clímax de la historia llega casi al final y ofrece un desenlace satisfactorio". En el apartado técnico "resaltan los fondos y exteriores creados con CG, con detallados elementos como naves"; el diseño de personajes "deja de lado las convenciones del anime, enfocandose más en un aspecto realista, dejando de lado el aspecto lindo". La animación "en los movimientos de gravedad cero es natural y fluida".
Una reseña de THEM Anime destaca los puntos fuertes de la serie como el desarrollo de la historia y los personajes, además de "desarrollar un buen final, algo que muchas series de anime no han podido lograr". Otro de los aspectos técnicos es "el detalle y realismo del entorno, quizá lo más aproximado a como realmente sería una colonización espacial", resaltan que "el uso del CG es poco pero encaja con la animación 2D"; concluyen que "se exploran muchos temas en torno a los personajes, aspectos desde política hasta filosofía, esto ayuda y es necesario para entender a los personajes".